# Btw-compensatiefonds
Het BTW-compensatiefonds is een Nederlands begrotingsfonds waaruit gemeenten en provincies worden gecompenseerd voor een belangrijk deel van de door hen betaalde omzetbelasting (btw). 
Als gemeenten en provincies diensten of goederen extern inkopen, betalen zij daarover btw. In tegenstelling tot bedrijven kunnen zij die btw niet terugvorderen van de Belastingdienst. Extern ingekochte diensten zijn daarom al snel duurder dan intern uitgevoerde activiteiten. Sinds 2003 kunnen gemeenten en provincies met het btw-compensatiefonds (grotendeels) de btw terugvragen die ze hebben betaald over uitbesteed werk. Door de instelling van het btw-compensatiefonds wordt een aantal knelpunten die uit de btw-wetgeving voortvloeien, opgelost. 
Gemeenten en provincies voeren veel verschillende taken uit, waarvan sommige ook door bedrijven uitgevoerd zouden kunnen worden. Bijvoorbeeld: wanneer een gemeente bedrijfsafval inzamelt en verwijdert, wordt btw in rekening gebracht over de geleverde prestaties. Daarbij kan de gemeente in dat geval de lasten van de btw die derden doorberekenen, in aftrek brengen. Wanneer een gemeente of provincie echter opereert in de hoedanigheid van overheid hoeft over de prestaties geen btw in rekening te worden gebracht. Daar staat dan tegenover dat de gemeente of provincie de btw niet kan aftrekken die door derden is doorberekend. Een voorbeeld daarvan is het door gemeenten onderhouden van de riolering. De kosten die een gemeente daarvoor bij de huishoudens in rekening brengt, zijn niet belast met btw. Daar staat tegenover dat de btw op uitgaven die met deze taak samenhangen, zoals de aanschaf van materiaal, niet aftrekbaar zijn.
Zonder btw-compensatiefonds zou de btw-systematiek de keuze tussen inbesteden en uitbesteden sterk beïnvloeden. Bij uitbesteden aan een particulier bedrijf kan een gemeente de in rekening gebrachte btw aftrekken, Kostenneutraal tov zelf uitvoeren. Zonder btw-compensatiefonds zou de btw-systematiek ook belemmeringen geven bij onder meer het inhuren van tijdelijk (overtollig) personeel van andere overheidslichamen.

## Voordelen van het BTW-compensatiefonds
Het btw-compensatiefonds heeft de volgende voordelen:
- Gemeenten, provincies en regionale overheidsinstanties kunnen een betere afweging maken tussen uitbesteden of zelf uitvoeren en maken zo meer gebruik van de efficientievoordelen die kunnen worden behaald bij uitbesteding.
- Voor marktpartijen is er een eerlijker kans om bij gemeenten en provincies 'binnen te komen'. Het voordeel speelt voor ondernemingen in een groot aantal sectoren zoals de reiniging en vuilophaal, de aanleg en het onderhoud van infrastructuur, schoonmaak, catering, archivering en consultancy.
- Voor ingewikkelde btw-constructies is bij compensatie van btw geen aanleiding meer. Oneigenlijk gebruik van regelgeving wordt tegengegaan.
- Overheden kunnen flexibeler omgaan met het onderling uitlenen van personeel bij tijdelijke overbezetting of onderbezetting. Uitlenen brengt geen meerkosten door de btw meer met zich mee.

## Totstandkoming van het BTW-compensatiefonds
De Wet op het BTW-compensatiefonds trad per 1 januari 2003 in werking. Op 18 september 2000 is het wetsvoorstel voor de Wet op het btw-compensatiefonds aan de Tweede Kamer aangeboden. De Eerste Kamer heeft het wetsvoorstel op 25 juni 2002 zonder stemming aangenomen. 